# Bahnhof Königswinter
Der Bahnhof Königswinter ist ein Bahnhof an der rechten Rheinstrecke in Königswinter, einer Stadt im nordrhein-westfälischen Rhein-Sieg-Kreis. Er steht als Baudenkmal unter Denkmalschutz. Der Bahnhof wurde am 11. Juli 1870 im Zuge der Verlängerung der rechtsrheinischen Eisenbahnstrecke von Neuwied bis Oberkassel eröffnet. Die Linien RE 8 und RB 27 fahren den Bahnhof an.
Der Bahnhof wird von der DB Station&Service AG in der Preisklasse 4 als Nahverkehrssystemhalt geführt.

## Lage
Der Bahnhof liegt am nordöstlichen Rand der Königswinterer Altstadt an der Bahnhofsallee, wobei der Mittelbahnsteig im Süden bis zum Bahnübergang an der Bahnhofstraße reicht und von der Siebengebirgsbrücke überspannt wird. Im Osten grenzt das Bahnhofsgelände an die Ladestraße am Betriebsgelände der Firma Maxion Wheels (ehemals Hayes Lemmerz) an, wo auch ein Zugang zur Bahnsteigunterführung besteht.

## Empfangsgebäude und Bahnsteige
Das im Kern 1869/70 errichtete Empfangsgebäude ist ein zweieinhalbgeschossiger Putzbau in spätklassizistischen Formen. Es besitzt einen dreiachsigen Mittelrisalit inklusive Giebel mit Oculus. Der Bahnhof zeichnet sich im Besonderen durch eine Eisen-Glas-Konstruktion als überdachten Zugang zum 1890 zusammen mit der Unterführung angelegten Mittelbahnsteig aus. In den 1950er Jahren wurde das Empfangsgebäude um einen verglasten Vorbau sowie beidseitige Verlängerungsbauten ergänzt, die als Bahnhofsgaststätte und für Zwecke des Güterverkehrs konzipiert waren. Zur gleichen Zeit erfolgte auch eine Umgestaltung der Innenräume. 1973/74 wurde eine neue Bahnsteigüberdachung erstellt und die Personenunterführung am Bahnhof nach Osten verlängert, sodass diese auch einen bergseitigen Ausgang erhielt.
2004 wurden am rheinseitigen Hausbahnsteig Lärmschutzwände errichtet. Ebenfalls 2004 erwarb die Stadt das Empfangsgebäude, die es Ende 2012 nach der im selben Jahr erfolgten bahnbetrieblichen Entwidmung an ein Immobilienunternehmen verkaufte. 2011 wurde auf dem Hausbahnsteig ein Funktionsgebäude für das neue Elektronische Stellwerk (ESTW-A) errichtet. Von Oktober 2013 bis Mai 2014 wurde der Bahnhofsvorplatz unter anderem aus Mitteln der Regionale 2010 neugestaltet und zeitlich direkt anschließend Richtung Kurfürstenstraße eine neue barrierefreie Bushaltestelle gebaut. Für 2015 war ein Umbau des Empfangsgebäudes geplant; dabei sollte das denkmalgeschützte Gebäude komplett entkernt werden. Diese Planung wurde nicht umgesetzt. Ab Oktober 2018 wurde das Gebäude schließlich für eine Nutzung des Erdgeschosses als Konditorei mit Café saniert, die im Juni 2019 eröffnete.
Die Eintragung des Empfangsgebäudes und des Bahnsteigzuganges in die Denkmalliste der Stadt Königswinter erfolgte am 25. Februar 2002.

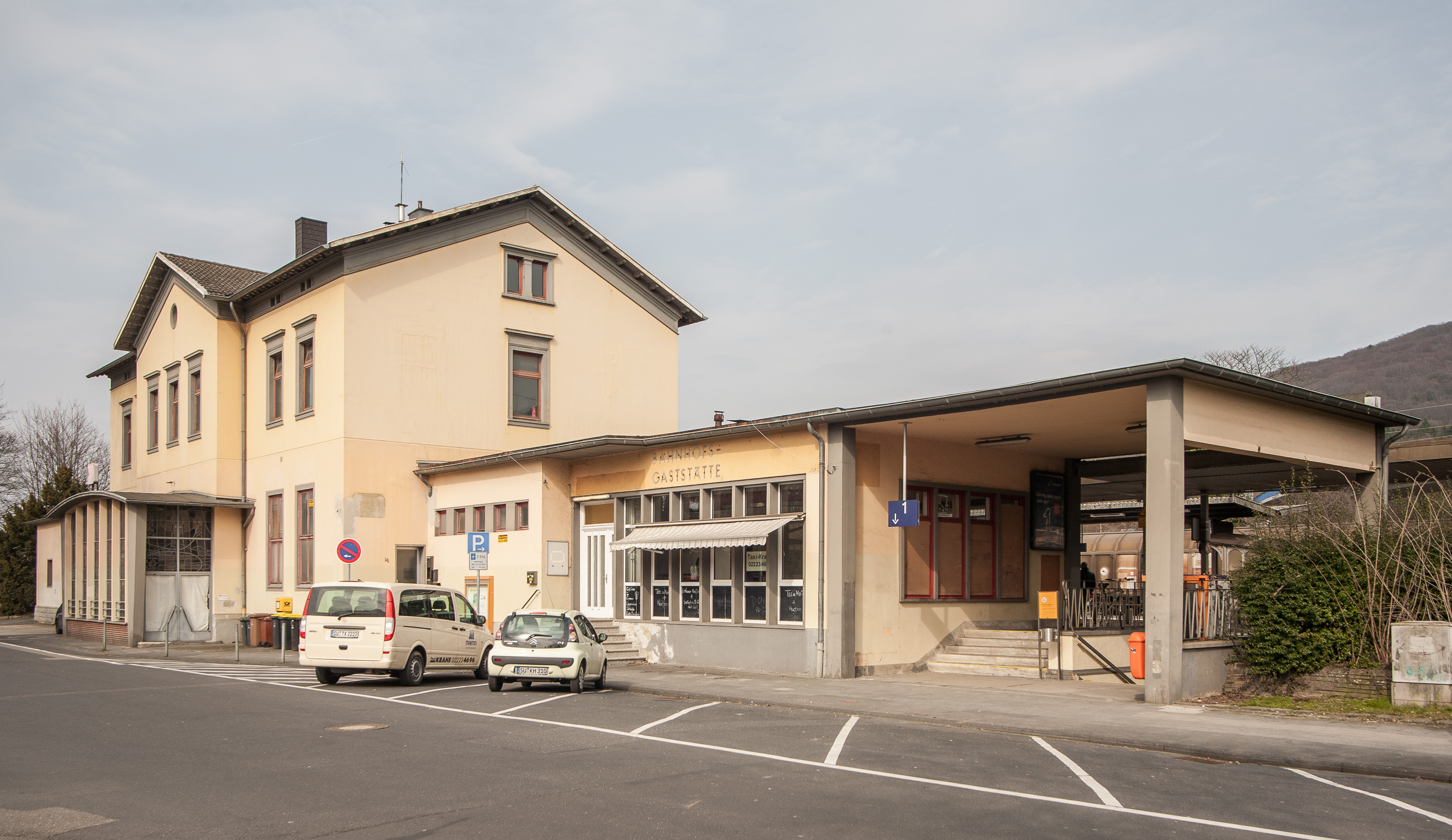
Empfangsgebäude mit Bahnsteigzugang, Ansicht 2013
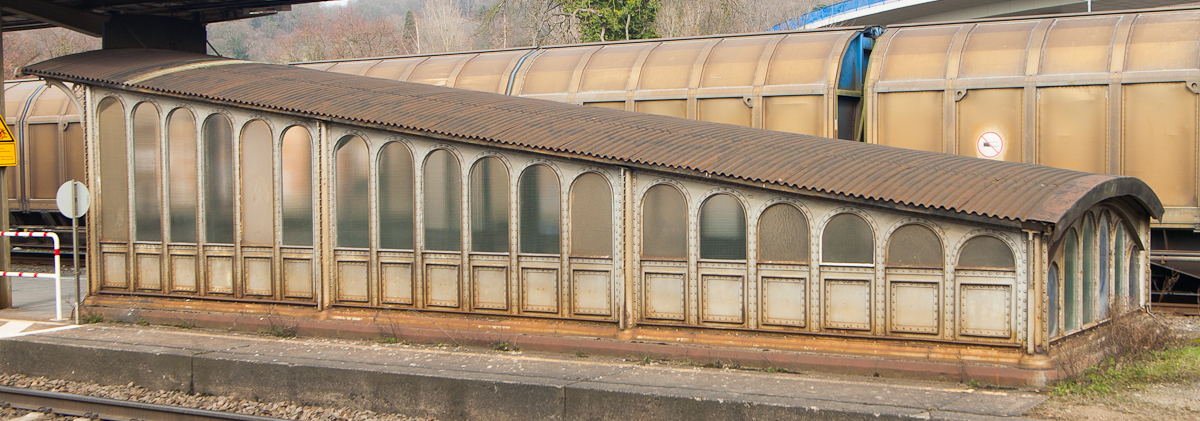
Bahnsteigzugang (Mittelbahnsteig)
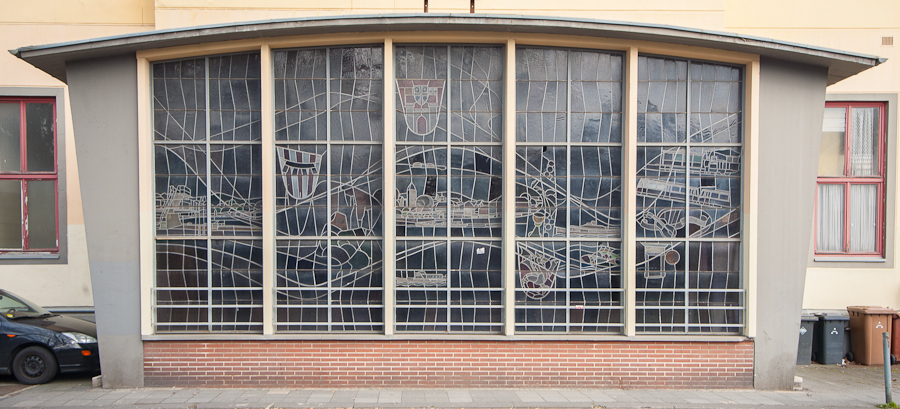
Verglaster Vorbau
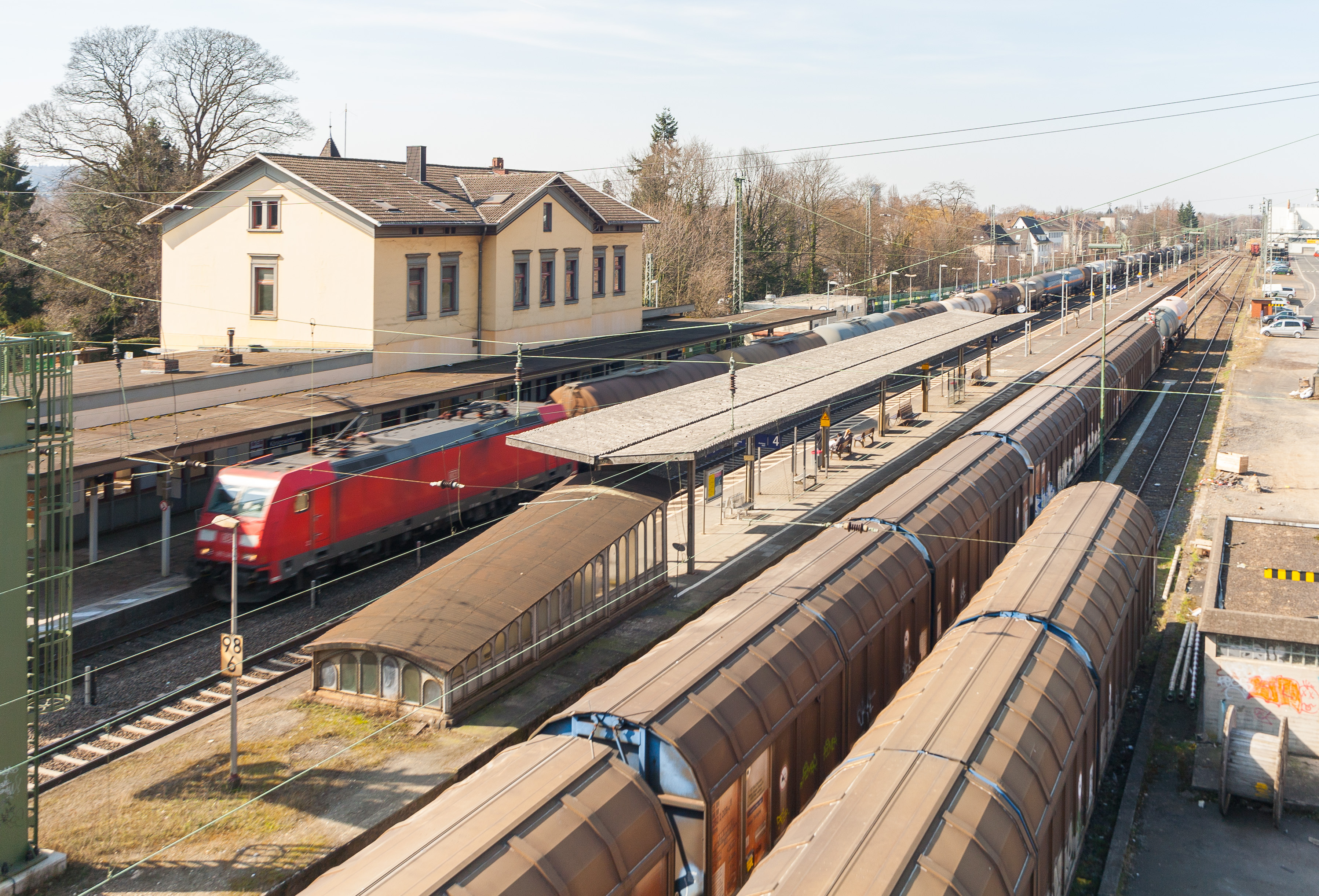
Gesamtübersicht

## Bedienung
Im Fahrplan 2022/2023 wird der Bahnhof von den Linien RE 8 und RB 27 bedient. Beide Linien fahren im Stundentakt und werden von der DB Regio NRW betrieben.
| Linie | Verlauf | Takt   |
| ----- | --- | ------ |
| RE 8  | Rhein-Erft-Express: (Mönchengladbach Hbf – Rheydt Hbf – Rheydt-Odenkirchen – Hochneukirch – Jüchen – Grevenbroich –)* Rommerskirchen – Stommeln – Pulheim – Köln-Ehrenfeld – Köln Hbf – Köln Messe/Deutz – Porz (Rhein) – Troisdorf – Friedrich-Wilhelms-Hütte – Menden (Rheinl) – Bonn-Beuel – Bonn-Oberkassel – Niederdollendorf – Königswinter – Rhöndorf – Bad Honnef (Rhein) – Unkel – Linz (Rhein) – Bad Hönningen – Rheinbrohl – Neuwied – Urmitz Rheinbrücke – Koblenz-Lützel – Koblenz Stadtmitte – Koblenz Hbf * nur werktags Stand: Fahrplanwechsel Dezember 2023                                | 60 min |
| RB 27 | Rhein-Erft-Bahn: Mönchengladbach Hbf – Rheydt Hbf – Rheydt-Odenkirchen – Hochneukirch – Jüchen – Grevenbroich – Rommerskirchen – Stommeln – Pulheim – Köln-Ehrenfeld – Köln Hbf – Köln Messe/Deutz – Köln/Bonn Flughafen – Troisdorf – Friedrich-Wilhelms-Hütte – Menden (Rheinl) – Bonn-Beuel – Bonn-Oberkassel – Niederdollendorf – Königswinter – Rhöndorf – Bad Honnef (Rhein) – Unkel – Erpel (Rhein) – Linz (Rhein) – Leubsdorf (Rhein) – Bad Hönningen – Rheinbrohl – Leutesdorf (Rhein) – Neuwied – Engers – Vallendar – Koblenz-Ehrenbreitstein – Koblenz Hbf Stand: Fahrplanwechsel Dezember 2023 | 60 min |

## Sonstiges
Ab 1920/21 befand sich bergseitig vor dem Bahnhof der seinerzeit dorthin verlegte Talbahnhof der 1958 stillgelegten Petersbergbahn, deren nahegelegener ehemaliger Lokschuppen noch erhalten ist.

## Rezeption
„Im Anschluß an den Bau des Bahnhofs 1869/70 fand auch in diesem Bereich eine Erschließung statt, doch bleibt der Bahnhof städtebaulich Außenseiter, dem die Bezeichnung Bahnhofsallee auch nachträglich keine städtebauliche Konzeption verleihen kann.“